# Mitsunori Yabuta
Mitsunori Yabuta (藪田 光教?, Yabuta Mitsunori; Prefettura di Kanagawa, 2 maggio 1976) è un ex calciatore giapponese, di ruolo centrocampista.

## Palmarès

### Club

#### Competizioni nazionali
- Supercoppa del Giappone: 1

Verdy Kawasaki: 1995